# A Dance of Fire and Ice
A Dance of Fire And Ice (abreviado como ADOFAI ou ADoFaI por jogadores) é um jogo de ritmo com o uso de um botão. O jogo é desenvolvido e publicado pelos estúdios de jogos indie de Hong Kong 7th Beat Games, uma empresa de jogos com sede na Malásia, e indienova em 24 de janeiro de 2019. Em maio de 2022, o novo conteúdo para download "Neo Cosmos" foi lançado oficialmente, produzido por TaroNuke, produtor de NotITG e UKSRT.

## Jogabilidade
O objetivo do jogo é realizar ações que correspondem ao ritmo, no qual os jogadores inserem teclas no momento certo para combinar as peças com a música, mantendo o foco enquanto você guia dois planetas (fogo e gelo) em órbita ao longo de um caminho sinuoso sem quebrar seu equilíbrio perfeito.
O jogo também possui um editor de níveis onde você pode criar seus próprios mapas, e também jogar mapas criados por outros jogadores baixando um arquivo .adofai com esse nível.